# Sabrina Lefrançois
Pour les articles homonymes, voir Lefrançois.
Sabrina Lefrançois (née le 22 novembre 1980 à Harfleur en Normandie) est une patineuse artistique française de la catégorie des couples. Elle a eu deux partenaires consécutifs: Nicolas Osseland de 1995 à 1998 avec qui elle a participé aux Jeux olympiques d'hiver de 1998 à Nagano, puis Jérôme Blanchard de 1999 à 2004 avec qui elle est devenue championne de France 2004 de sa discipline.
Elle est la sœur du patineur et chorégraphe Sébastien Lefrançois.

## Biographie

### Carrière sportive

#### Carrière amateur avecNicolas Osseland(1995-1998)
Sabrina Lefrançois commence par la danse classique qu'elle pratique au Conservatoire jusqu'à l'âge de 11 ans.
C'est à 8 ans qu'elle découvre le patinage artistique lors d'un séjour aux sports d'hiver.
Après quelques années collège en sport-études, elle intègre à 14 ans l'équipe de France, entre à l'institut national du sport, de l'expertise et de la performance (INSEP), et participe à ses premières compétitions internationales.
Mais Sabrina est intéressée par le patinage par couples qui revient en force en France depuis peu.
Elle se lance dans cette discipline à l'âge de 16 ans avec comme premier partenaire Nicolas Osseland.
En 1995/1996, les deux sportifs patinent leur première saison ensemble. Ils s'entraînent au sein du Club des Sports de Glace de Champigny-sur-Marne. Ils remportent les championnats de France Junior et obtiennent la 9e place des championnats du monde à Brisbane en Australie.
En 1996/1997, ils réussissent à se placer au pied du podium des championnats du monde junior 1997 à Séoul en novembre 1996. Cette belle performance leur permet d'être sélectionnés par la FFSG (Fédération française des sports de glace) pour participer aux championnats d'Europe 1997 à Paris. Pour leurs premiers grands championnats seniors, ils prennent la 12e place européenne.
En 1997/1998, ils renouvellent leur bon résultat de la saison précédente en se classant 5e des championnats du monde junior à Saint-Jean au Canada en décembre 1997. La fédération décide de les sélectionner pour les Jeux olympiques d'hiver de février 1998 à Nagano, où ils accompagnent le couple français numéro un de l'époque, Sarah Abitbol et Stéphane Bernadis. Ils y prennent la 17e place. Le couple se sépare quelques semaines après la compétition.

#### Carrière amateur avecJérôme Blanchard(1999-2004)
Sabrina Lefrançois contacte Jérôme Blanchard, un patineur individuel dont on lui a vanté les mérites. Après un premier refus de Jérôme, celui-ci finit par accepter l'offre de Sabrina. Il quitte donc Lyon où il s'entraîne pour venir au club de Champigny-sur-Marne pour travailler avec Annick Dumont.
1999/2000 est leur première saison. Ils patinent en catégorie juniors et participent aux championnats du monde junior à Oberstdorf en mars 2000. Ils s'y classent 14e.
En 2000/2001, la fédération les sélectionne pour patiner deux épreuves du Grand Prix ISU. En novembre 2000, ils se présentent donc au Skate Canada puis au Trophée Lalique et s'y classent respectivement 5e et 8e. Un mois plus tard, ils deviennent vice-champion de France à Briançon derrière leurs aînés Sarah Abitbol et Stéphane Bernadis. Sélectionné pour les championnats d'Europe de janvier 2001 à Bratislava, ils rentrent directement dans le top 10 du continent en se classant 5e après seulement dix-huit mois d'entraînement. Lors des championnats du monde de mars 2001 à Vancouver, ils prennent la 14e position mondiale. La fédération décide ensuite de les envoyer s'entraîner avec Richard Gauthier, l'entraîneur des champions du monde canadiens Jamie Salé et David Pelletier. La fédération pense qu'elle a trouvé en eux les dignes successeurs de Sarah Abitbol et Stéphane Bernadis.
En 2001/2002, le couple va être forfait toute la saison. En effet, Sabrina Lefrançois souffre dès l'été 2001 d'une sciatique qui l’handicape au niveau de sa jambe gauche. Il faut attendre six mois pour que les médecins déterminent le bon diagnostic. La lenteur de la rééducation a failli faire disparaître le couple, Sabrina désespérée de ne pas retrouver toute la mobilité de sa jambe et Jérôme cherchant une nouvelle partenaire.
En 2002/2003, après un an d'arrêt, Sabrina revoit venir son niveau de patinage et Jérôme accepte de repatiner avec elle. Pour cette nouvelle saison qui commence, ils rejoignent un nouvel entraîneur, Stanislas Leonovitch. Au Trophée Lalique de novembre, ils prennent la 10e place, puis reconquièrent la médaille d'argent des championnats de France 2003 à Asnières-sur-Seine qu'ils avaient obtenue deux ans auparavant. Mais ils doivent une nouvelle fois  déclarer forfait pour le reste de la saison à cause de nouvelles blessures.
En 2003/2004, ils reviennent à la compétition. En novembre 2003, ils se classent 6e du Trophée Éric Bompard mais doivent ensuite abandonner la compétition de la Coupe de Russie. Quelques jours plus tard, à Briançon, ils deviennent champions de France. Aux championnats d'Europe de février 2004 à Budapest, ils retrouvent le top 10 européen en se classant 6e, puis lors des championnats du monde de mars 2004 à Dortmund, ils progressent dans la hiérarchie mondiale en prenant la 11e place. Les problèmes des deux saisons précédentes semblent donc terminées. Mais la blessure de Sabrina Lefrançois frappe de plus belle à la fin de la saison et viendra anéantir les espoirs du couple. En effet, Sabrina est obligée de mettre fin à sa carrière sportive.

## Palmarès
Avec 2 partenaires principales:
- Nicolas Osseland (1995-1998)
- Jérôme Blanchard (1999-2004)

| Compétition                        | 1996    | 1997    | 1998    |  | 1999    | 2000    | 2001    | 2002    | 2003    | 2004    |  |  |  |  |
| Jeux olympiques d'hiver            |         |         | 17e     |  |         |         |         |         |         |         |  |  |  |  |
| Championnats du monde              |         |         |         |  |         |         | 14e     |         |         | 11e     |  |  |  |  |
| Championnats d’Europe              |         | 12e     |         |  |         |         | 5e      |         | F       | 6e      |  |  |  |  |
| Championnats de France             | 4e      | A       | F       |  |         |         | 2e      | F       | 2e      | 1re     |  |  |  |  |
| Championnats du monde juniors      | 9e      | 4e      | 5e      |  |         | 14e     |         |         |         |         |  |  |  |  |
|                                    |         |         |         |  |         |         |         |         |         |         |  |  |  |  |
| Grand Prix ISU                     | 1995/96 | 1996/97 | 1997/98 |  | 1998/99 | 1999/00 | 2000/01 | 2001/02 | 2002/03 | 2003/04 |  |  |  |  |
| Skate Canada                       |         |         |         |  |         |         | 9e      |         |         |         |  |  |  |  |
| Trophée de France                  |         |         |         |  |         |         | 8e      |         | 10e     | 6e      |  |  |  |  |
| Coupe de Russie                    |         |         |         |  |         |         |         |         |         | A       |  |  |  |  |
| Légende : F= Forfait ; A = Abandon |         |         |         |  |         |         |         |         |         |         |  |  |  |  |